# ルイビル (ケンタッキー州)
ルイビル（英語: Louisville）は、アメリカ合衆国ケンタッキー州北西部に位置する都市。2003年にジェファーソン郡と市郡合併し、それ以前に法人化されていた自治体を除く郡全体が市域となった。これにより、市域面積は1,000km2近くまで広がり、人口も倍以上に増加した。2020年国勢調査での市域人口は633,045人（うち、旧ルイビル市域は246,161人）でケンタッキー州最大、全米でも29位である。ジェファーソン郡を中心に、ケンタッキー・インディアナ両州の10郡にまたがる都市圏は1,285,439人、この都市圏に、3郡から成るエリザベスタウン都市圏、および2つの小都市圏を加えた広域都市圏は1,512,133人（いずれも2020年国勢調査）の人口を抱えている。
1778年に砦が建設され、アメリカ独立戦争に協力的だったフランス国王ルイ16世に敬意を表してルイビルという名がつけられた。以後、オハイオ川の舟運と共に発展し、ケンタッキー州の商業・経済・金融・流通の中心地、および交通の要衝へと成長した。伝統的な産業にバーボン・ウイスキー醸造、バット製造があり、他に電器機器や農業機械などの機械工業が発達。また、ケンタッキーフライドチキンやピザハットなどを経営するヤム・ブランズの本社も置かれている。
競馬でも知られ、チャーチルダウンズ競馬場ではケンタッキーダービーやケンタッキーオークスが毎年開催される。

## 地理
ルイビルは北緯38度13分44秒 西経85度44分58秒 / 北緯38.22889度 西経85.74944度に位置している。
アメリカ合衆国統計局によると、この都市は総面積1,030.06km2（397.68mi2）である。このうち985.46km2（380.46mi2）が陸地で44.63km2（17.23mi2）が水域である。総面積の4.33%が水域となっている。

## 交通

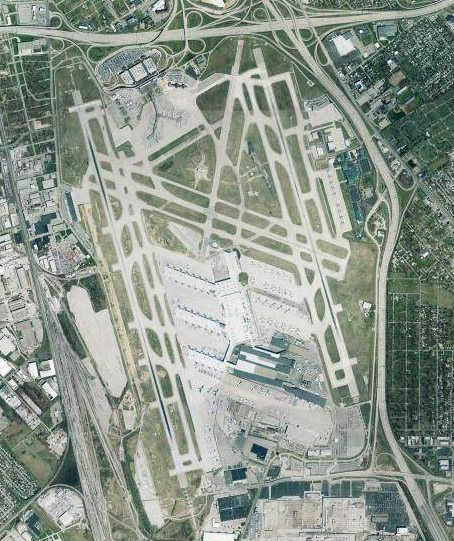
ルイビル・モハメド・アリ国際空港

ルイビルの玄関口となる商業空港は、ダウンタウンから南へ約7.5kmに立地するルイビル・モハメド・アリ国際空港（旧称: ルイビル国際空港、IATA: SDF、空港コードは旧々称のスタンディフォード・フィールド（Standiford Field）に因む）である。この空港には3大航空会社（アメリカン航空、デルタ航空、ユナイテッド航空）が全て就航し、各社ハブ空港への便を発着させているほか、アレジアント・エア、サウスウエスト航空、スピリット航空、ブリーズ・エアウェイズ、およびフロンティア航空も就航しており、全米（太平洋岸北西部を除く）30空港以上からの直行便が発着している。フォート・ノックス陸軍基地にも近いという立地条件から、同空港の利用客には陸軍関係者も多い。加えて、同空港はユナイテッド・パーセル・サービス（UPS）社内で「ワールドポート」と呼ばれる、同社最大のハブを有している。このため同空港はメンフィス国際空港（フェデックス最大のハブ）、テッド・スティーブンス・アンカレッジ国際空港に次ぐ全米3位、全世界でも6位（いずれも2021年）の貨物取扱量を誇る。このルイビル・モハメド・アリ国際空港が開港する前に使われていた、ダウンタウンの南東約9kmに立地するボウマン・フィールド（IATA: LOU）は、現在ではゼネラル・アビエーションと呼ばれる、自家用機やチャーター機等の発着に専ら使われる空港となっている。

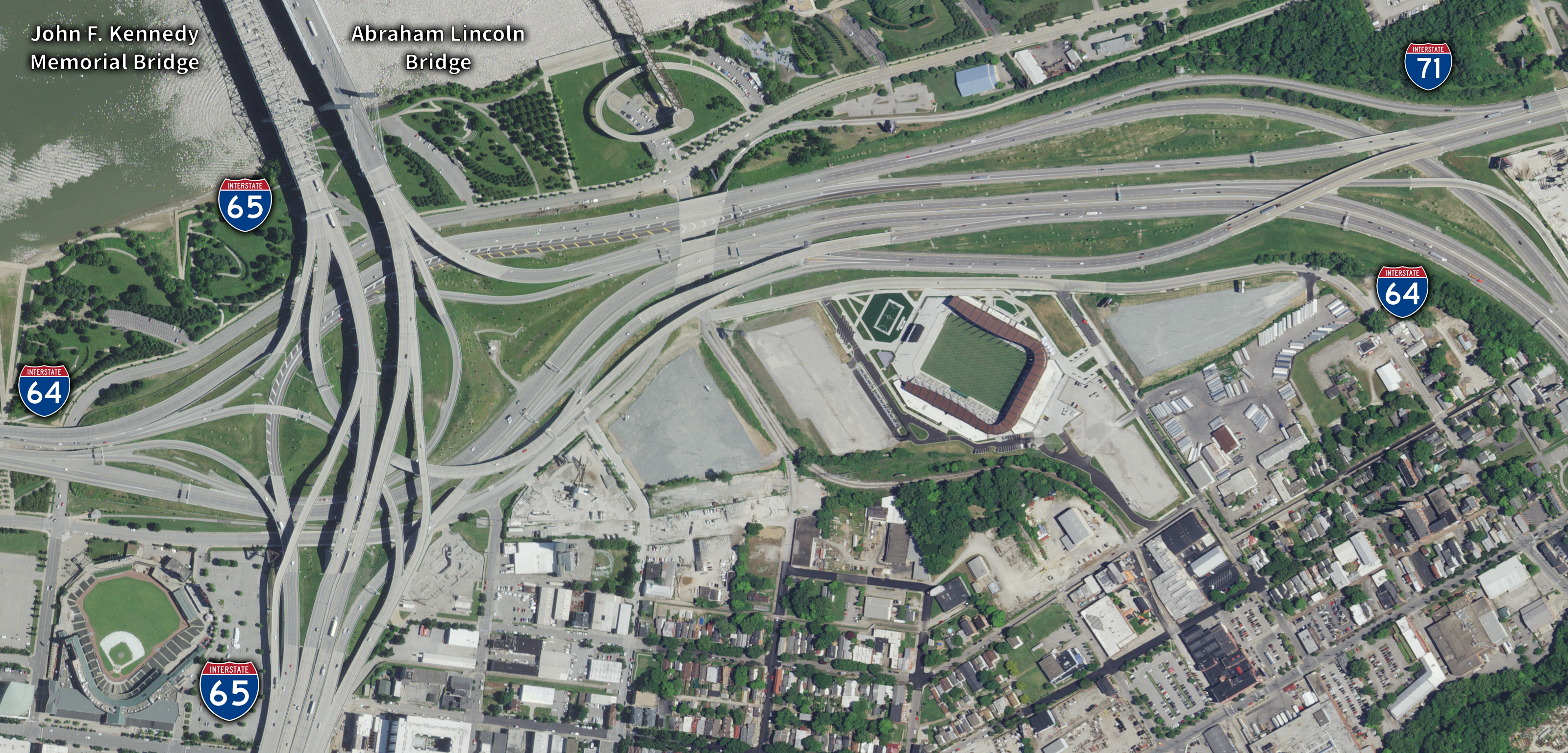
I-64・I-65・I-71の3本が交わる「スパゲティ・ジャンクション」

ルイビルのダウンタウン北東端のケネディ・インターチェンジ、通称「スパゲティ・ジャンクション」では、I-64、I-65、およびI-71の3本の州間高速道路が交わる。I-64はミズーリ州セントルイスとバージニア州ノーフォークを結ぶ高速道路で、ケンタッキー州内においてはルイビル、州都フランクフォート、および州第2の都市レキシントンを結ぶ重要度の高い高速道路である。I-65は南北の幹線の1つで、北へはインディアナポリス・シカゴ都市圏方面へ、南へはナッシュビル・アラバマ州方面へと通ずる。I-71はルイビルを南の起点/終点として、シンシナティ・コロンバスを経てクリーブランドへと通じている。また、I-64の支線であるI-264はルイビル中心部のすぐ外側を、またI-65の支線であるI-265はさらにその外側（インディアナ州側も含む）を通っており、二重環状線を成している。

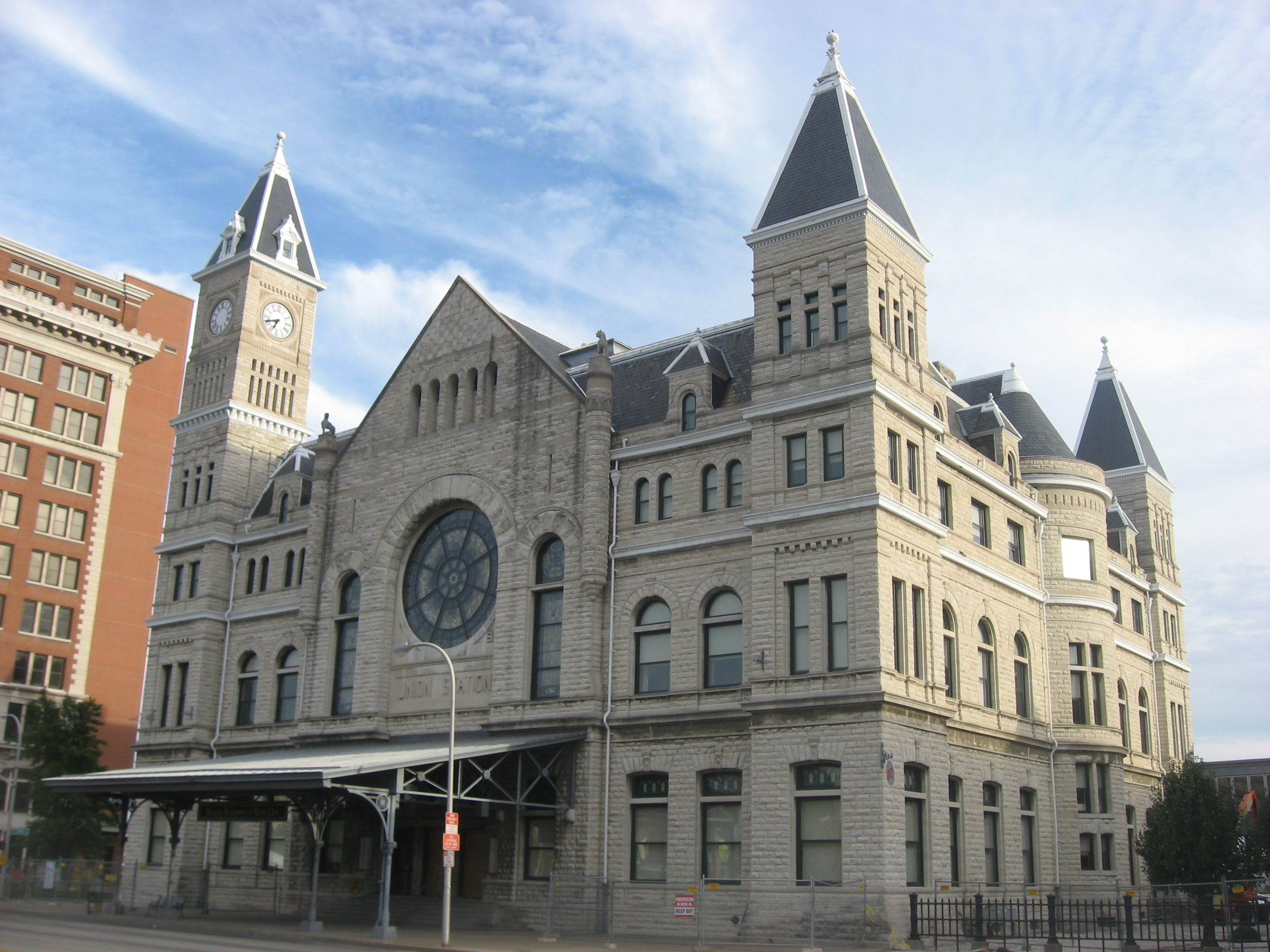
ルイビルのユニオン駅（現: リバー・シティ交通局本部）。1975年に国家歴史登録財に指定されている。

グレイハウンドのバスターミナルはダウンタウンにあり、インディアナポリス・シカゴ方面、シンシナティ・コロンバス・クリーブランド方面、ナッシュビル・チャタヌーガ・アトランタ方面などのバスが発着する。また、市内の交通機関としては、リバー・シティ交通局（Transit Authority of River City、TARC）が路線バス網を運行している。TARCの路線バス網は28系統から成り、ルイビル市内、ジェファーソン郡内のみならず、オハイオ川の対岸、インディアナ州側にも、ニューオールバニおよびジェファーソンビルへ向かう#71、クラークスビルへ向かう#72の2系統を運行している。なお、リバー・シティ交通局の本部はユニオン駅の駅舎内に置かれている。この駅には、1970年代にはシカゴとマイアミをルイビル経由で結んでいたフロリディアン号が停車し、また2000年代序盤にはルイビルからインディアナポリス経由でシカゴへ向かっていたケンタッキー・カーディナル号が発着していたが、2003年に後者の運行が廃止されて以降は、ルイビルにはアムトラックの列車は停車しなくなっている。

## 教育
ルイビルはルイビル大学、サリバン大学、Bellarmine University、Spalding University、並びにJefferson Community College（Kentucky Community and Technical College System の一部）、同じく Southern Baptist Theological Seminary及び Louisville Presbyterian Theological Seminaryが設置されている。また、インディアナ大学サウスイースト校はオハイオ川の対岸、インディアナ州ニューオールバニに設置されている。

## スポーツ
ルイビルを本拠地とするプロスポーツチームとして、ルイビル・スラッガー・フィールドを本拠地とするシンシナティ・レッズ傘下のAAA級マイナーリーグ野球チームルイビル・バッツ、アメリカンフットボールチームのルイビル・ブルズ、USLチャンピオンシップのルイビル・シティFC、ナショナル・ウーマンズ・サッカーリーグのレーシング・ルイビルFC、オージーフットボールチームのルイビル・キングスがある。
ルイビル大学のアメリカンフットボール、バスケットボールなど大学スポーツも米国有数の強豪として知られる。

## 公園
ルイビルには都市の至る所に公園が点在している。122ヶ所の公園を合計すると54平方キロメートルとなる。いくつかの公園はニューヨークのセントラル・パークも設計したオルムステッドによって設計された。

## 人口動態

### 都市圏
ルイビルの都市圏はケンタッキー州北西部、ジェファーソン郡を中心に、オハイオ川の対岸、インディアナ州南部にもまたがる10郡から成り、その面積は8,425km2（3,253mi2）である。広域都市圏はこの都市圏に、3郡から成る近隣のエリザベスタウン・フォートノックス都市圏、および2つの小都市圏を合わせた15郡から成っている。
上図はケンタッキー州およびインディアナ州におけるルイビル・ジェファーソン郡・エリザベスタウン・バーズタウン広域都市圏の位置を示している。この広域都市圏に含まれる都市圏および小都市圏はそれぞれ、下記の色で示されている。
  ジェファーソン郡（大部分はルイビル市）
  ルイビル・ジェファーソン郡都市圏に含まれる周辺各郡
  エリザベスタウン・フォートノックス都市圏
  バーズタウン小都市圏
  スコッツバーグ小都市圏
また、ルイビルの都市圏、および広域都市圏を形成する各郡の人口は以下の通りである（2020年国勢調査）。
ルイビル・ジェファーソン郡都市圏
| 郡               | 州             | 人口        |
| ---------------- | -------------- | ----------- |
| ジェファーソン郡 | ケンタッキー州 | 782,969人   |
| クラーク郡       | インディアナ州 | 121,093人   |
| ブリット郡       | ケンタッキー州 | 82,217人    |
| フロイド郡       | インディアナ州 | 80,484人    |
| オールダム郡     | ケンタッキー州 | 67,607人    |
| シェルビー郡     | ケンタッキー州 | 48,065人    |
| ハリソン郡       | インディアナ州 | 39,654人    |
| ワシントン郡     | インディアナ州 | 28,182人    |
| スペンサー郡     | ケンタッキー州 | 19,490人    |
| ヘンリー郡       | ケンタッキー州 | 15,678人    |
| 合計             | 合計           | 1,285,439人 |

ルイビル・ジェファーソン郡・エリザベスタウン・バーズタウン広域都市圏
| 都市圏/小都市圏                          | 郡                               | 州                               | 人口        |
| ---------------------------------------- | -------------------------------- | -------------------------------- | ----------- |
| ルイビル・ジェファーソン郡都市圏         | ルイビル・ジェファーソン郡都市圏 | ルイビル・ジェファーソン郡都市圏 | 1,285,439人 |
| エリザベスタウン・フォートノックス都市圏 | ハーディン郡                     | ケンタッキー州                   | 110,702人   |
| エリザベスタウン・フォートノックス都市圏 | ミード郡                         | ケンタッキー州                   | 30,003人    |
| エリザベスタウン・フォートノックス都市圏 | ラルー郡                         | ケンタッキー州                   | 14,867人    |
| バーズタウン小都市圏                     | ネルソン郡                       | ケンタッキー州                   | 46,738人    |
| スコッツバーグ小都市圏                   | スコット郡                       | インディアナ州                   | 24,384人    |
| 合計                                     | 合計                             | 合計                             | 1,512,133人 |

### 市域人口推移
以下にルイビル市における1790年から2020年までの人口推移をグラフおよび表で示す。

ルイビル・パノラマ

| 統計年 | 人口      | 順位 |
| ------ | --------- | ---- |
| 1790年 | 200人     | -    |
| 1800年 | 359人     | -    |
| 1810年 | 1,357人   | -    |
| 1820年 | 4,012人   | 44位 |
| 1830年 | 10,341人  | 22位 |
| 1840年 | 21,210人  | 16位 |
| 1850年 | 43,194人  | 14位 |
| 1860年 | 68,033人  | 12位 |
| 1870年 | 100,753人 | 14位 |
| 1880年 | 123,758人 | 16位 |
| 1890年 | 161,129人 | 20位 |
| 1900年 | 204,731人 | 18位 |
| 1910年 | 223,928人 | 24位 |
| 1920年 | 234,891人 | 29位 |
| 1930年 | 307,745人 | 24位 |
| 1940年 | 319,077人 | 25位 |
| 1950年 | 369,129人 | 30位 |
| 1960年 | 390,639人 | 31位 |
| 1970年 | 361,472人 | 39位 |
| 1980年 | 298,451人 | 49位 |
| 1990年 | 269,063人 | 58位 |
| 2000年 | 256,231人 | 66位 |
| 2010年 | 597,337人 | 27位 |
| 2020年 | 633,045人 | 29位 |

## 姉妹都市

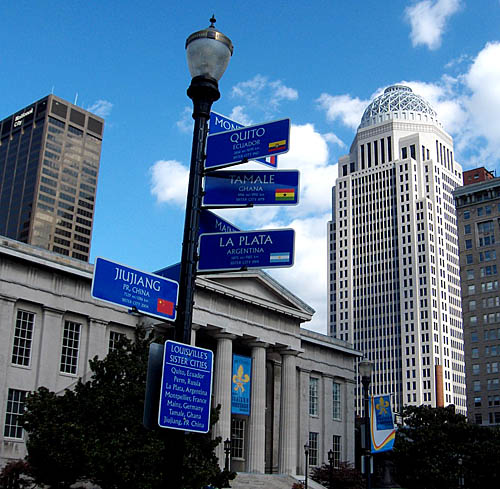

- 九江（中華人民共和国）
- ラプラタ（アルゼンチン共和国）
- マインツ（ドイツ連邦共和国）
- モンペリエ（フランス共和国）
- ペルミ（ロシア連邦）
- キト（エクアドル共和国）
- タマレ（ガーナ共和国）
- リーズ（イギリス）
- ブッシュミルズ（イギリス、北アイルランド）[13]